# Mount Routledge
Mount Routledge ist ein 1189 m hoher Nunatak an der Black-Küste des Palmerlands auf der Antarktischen Halbinsel. Er ragt 5,3 km östlich des Mount Reynolds am östlichen Ende der Wegener Range auf.
Das UK Antarctic Place-Names Committee benannte ihn 2015. Namensgeber ist David Routledge vom British Antarctic Survey, der von 2014 bis 2015 als Feldforschungsassistent in diesem Gebiet tätig war.